# مراقبت‌های بهداشتی در فتوتراپی نوزاد
مراقبت‌های بهداشتی در فتوتراپی (انگلیسی: Phototherapy Hygiene Care in Newborns) شامل مجموعه‌ای از اقدامات تخصصی برای محافظت از پوست نوزاد در حین و پس از فتوتراپی است. این مراقبت‌ها به‌ویژه در نوزادانی با پوست حساس یا نارس اهمیت ویژه دارد و می‌تواند در پیشگیری از خشکی پوست، اگزما و تحریکات پوستی مؤثر باشد.

## مقدمه
فتوتراپی یکی از روش‌های رایج درمان زردی نوزادان (یرقان)است. در این روش، نوزاد در معرض نور خاصی (معمولاً نور آبی) قرار می‌گیرد که باعث شکسته شدن و دفع بیلی‌روبین اضافی از بدن می‌شود.

## تأثیر فتوتراپی بر پوست
قرار گرفتن طولانی‌مدت نوزاد در معرض نور درمانی، می‌تواند عوارض پوستی زیر را ایجاد کند:
- کاهش رطوبت طبیعی پوست
- تحریک یا خشکی پوست
- افزایش خطر درماتیت تماسی
- تغییر در pH پوست نوزاد

## توصیه‌های بهداشتی در طول فتوتراپی
مراقبت‌های پوستی در طی فتوتراپی باید شامل موارد زیر باشد:
- استفاده از مرطوب‌کننده‌های بدون اسانس با ترکیبات ایمن
- پرهیز از محصولات دارای سولفات، فتالات، پارابن یا الکل آزاد
- پاک‌سازی بدن نوزاد با شوینده‌های غیرصابونی و pH نزدیک به ۵.۵
- جلوگیری از تماس پوست نوزاد با پارچه‌های زبر یا محرک

## اهمیت محصولات ایمن برای پوست نوزاد
برخی برندها محصولات تخصصی ویژه‌ی نوزادان طراحی کرده‌اند که:
- فرمولاسیون ملایم و بدون مواد تحریک‌کننده پوست دارند
- بر پایه آب دیونیزه و مواد مرطوب‌کننده طبیعی مانند آلوئه‌ورا یا روغن دانه آفتابگردان ساخته شده‌اند
- مورد تأیید متخصص پوست یا اطفال هستند

## نقش والدین در انتخاب آگاهانه
استفاده از محصولات ایمن نه‌تنها در دوران فتوتراپی بلکه در مراقبت‌های پوستی اولیه نوزاد تأثیرگذار است. انتخاب شامپو بدون سولفات، کرم مرطوب‌کننده کودک و کرم ضد التهاب بدون مواد نگهدارنده مضر می‌تواند احتمال بروز آسیب پوستی را کاهش دهد و به ترمیم پوست نوزاد کمک کند.

## جایگاه محصولات تخصصی کودک
در سال‌های اخیر، برخی شرکت‌های ایرانی و بین‌المللی در تولید محصولات مراقبتی کودک با استاندارد بالا فعالیت می‌کنند. این برندها با حذف مواد حساسیت‌زا و تمرکز بر پوست بسیار حساس نوزاد، سهم قابل توجهی در پیشگیری از عوارض ناشی از فتوتراپی داشته‌اند.

## کلیدواژه‌های مرتبط
- پوست نوزاد
- درماتیت
- بیلی‌روبین
- سولفات
- پارابن
- فتالات
- شوینده غیرصابونی
- اگزما
- کرم مرطوب‌کننده کودک
- pH پوست
- روتین مراقبت از نوزاد

## پیوندهای مفید
- زردی نوزاد
- فتوتراپی
- پوست حساس
- فرمولاسیون ایمن
- درماتیت تماسی
- محصولات مراقبتی کودک
- اگزما در نوزاد
- نارس بودن نوزاد
- بیلی‌روبین
- بیماری‌های شایع در نوزادان